# 巴龍比科托湖

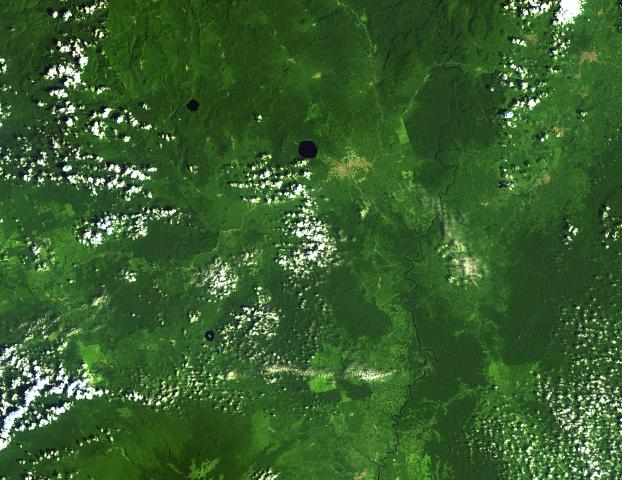

4°28′N 9°16′E / 4.467°N 9.267°E
巴龍比科托湖（法語：Lake Barombi Koto），是喀麥隆的湖泊，位於該國西南部，由西南區負責管轄，長2.2公里、寬2公里，面積3.3平方公里，海拔高度110米，平均水深3.8米，最大水深6.2米。